# 阿尔维诺波利斯
阿尔维诺波利斯是巴西米纳斯吉拉斯州的一个市镇。总面积599.343平方公里，总人口15251人，人口密度25.4人/平方公里。